# Jô Matumoto
Jô Matumoto (São Paulo, 5 de fevereiro de 1971) é um jogador brasileiro de beisebol. É arremessador titular canhoto, atualmente nas ligas menores do Toronto Blue Jays.
De ascendência nipônica, Matsumoto começou a jogar semiprofissionalmente no Japão em 1996, num time de liga industrial. Em 2001, voltou ao Brasil para unir-se à Seleção, e passou a integrar o Nippon Blue Jays, equipe situada em Arujá (interior de São Paulo) fundada por José Pett. No Campeonato Sul-Americano de 2005, Matsumoto foi escolhido o Jogador Mais Valioso do torneio, liderando a vitória do Brasil sobre a tradicional seleção venezuelana na final.
Em fevereiro de 2007, graças à sua esposa, Maria Fernanda De Luca, Matsumoto foi à Houston arremessar diante dos olhos de Randy Hendricks — famoso agente de jogadores, quem lhe fez o convite —, de um instrutor de arremessadores e de um representante das ligas independentes dos Estados Unidos. No fim do treino, afirmaram: “Ele não pertence às ligas independentes. Ele tem potencial de MLB!” Hendricks ainda completou: “Para mim, ele simplesmente caiu de pára-quedas do planeta Krypton, por isso eu chamei sua vinda de ‘Projeto Super-Homem’." No dia 21 do mesmo mês, ele arremessou em Tampa diante de cerca de quarenta olheiros da Major League Baseball. Depois disso, recebeu algumas propostas e o Toronto Blue Jays, do Canadá, acabou levando o jogador porque, segundo Hendricks, disseram “todas as coisas certas”. Apesar da sua bola rápida não ter passado de 84 mph (135 km/h) devido à falta de treinamento adequado, ele mostrou “ótimo movimento nos arremessos e uma changeup única”, de acordo com Sal Butera, olheiro e assistente especial do time canadense.
Assim, em 23 de fevereiro, Matsumoto assinou um contrato de ligas menores com o Blue Jays.
Matsumoto tem uma ação de sidearm com boa velocidade e movimento em todos os arremessos. Ele lança bola rápida, slider e uma changeup que lembra uma screwball devido ao seu delivery.
Na temporada de 2007, pelos New Hampshire Fisher Cats, afiliação dos Toronto Blue Jays na categoria “AA”, Matsumoto participou de 45 jogos (5 deles iniciados), tendo arremessado 86,1 entradas, registrando 3 vitórias/4 derrotas e 3,54 de efetividade (ERA), com 77 strikeouts.
Em 2008, Jô foi promovido aos Syracuse Chiefs, também do Toronto Blue Jays, mas da categoria "AAA", o último passo antes da Major League Baseball.